# 8782 Bakhrakh

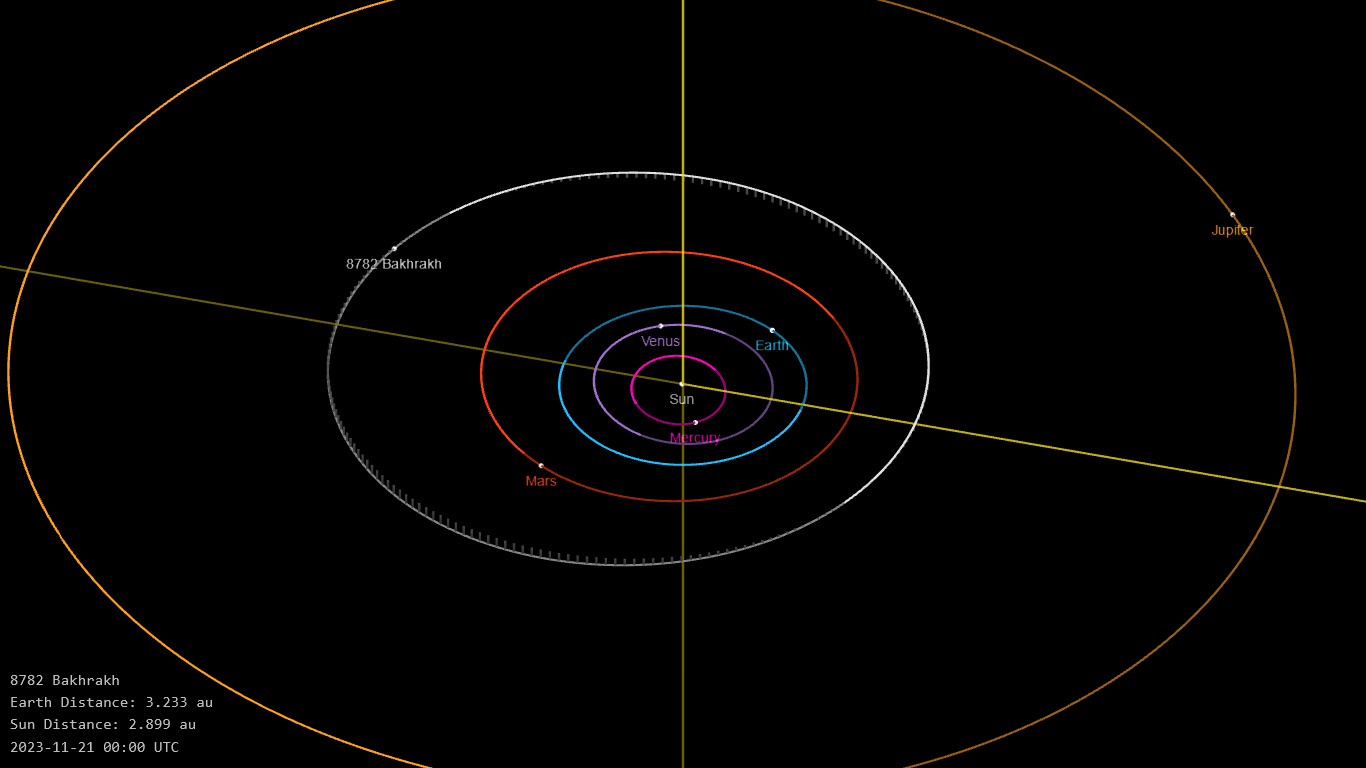

8782 Bakhrakh è un asteroide della fascia principale. Scoperto nel 1976, presenta un'orbita caratterizzata da un semiasse maggiore pari a 2,4372295 UA e da un'eccentricità di 0,1989817, inclinata di 2,21221° rispetto all'eclittica.